# Стратегическая оборонительная операция в Заполярье и Карелии
Стратегическая оборонительная операция в Заполярье и Карелии — принятое в советской историографии название оборонительной операции во время Великой Отечественной войны.
В рамках стратегической операции проведены:
- оборонительные операции на мурманском, кандалакшском и кестеньгском направлениях;
- Выборгско-Кексгольмская оборонительная операция;
- оборонительные операции на ухтинском, ругозерском, петрозаводском и олонецком направлениях.

## Территория и период, охваченные операцией

### Территория
Боевые действия сторонами в начале операции велись по границе СССР, начиная от морской границы в Баренцевом море, на сухопутном фронте от Баренцева моря вдоль до Финского залива в районе Выборга и в Финском заливе, а также в Ладожском и Онежском озёрах. Ширина фронта боевых действий составила 800 километров, отступление составило 50-150 километров. На полуострове Рыбачий немецким войскам не удалось нарушить государственную границу СССР вообще, что стало единственным таким местом в ходе войны.
К концу операции линия фронта проходила северо-восточнее Ленинграда от Финского залива в районе Сестрорецка до западного берега Ладожского озера по линии старой границы СССР через Лемболовское озеро, южнее реки Вьюн, по южному краю болота Луми-Соу (Неодолимого), через Верхние Никулясы к мысу Таппари (ближайший населённый пункт на нынешнее время деревня Пятиречье), с восточного берега Ладожского озера приблизительно по реке Свирь до Онежского озера, по южному и восточному берегам Онежского озера приблизительно до Повенца, оттуда сплошной линии фронта не было, линия проходила приблизительно по опорным пунктам Повенец — Ругозеро — Ухта — Кестеньга — район западнее Кандалакши — западнее реки Западная Лица — берег Баренцева моря несколько восточнее устья Западной Лицы, а также по хребту Мустатунтури на перешейке, соединяющим полуостров Средний с материком.
Сухопутный театр военных действий являлся самым северным на советско-германском фронте; южнее этого театра в тот же период советские войска вели оборону Прибалтики и оборону Ленинграда.

### Период
Операция проводилась с 29 июня по 10 октября 1941 года. Дата начала операции определена по началу сравнительно массированного наступления немецких войск в Заполярье и финских в Карелии (частные боевые действия сторонами велись и ранее), дата окончания операции определена по прекращению активных наступательных действий немецкими и финскими войсками по линии фронта, почти на всех (исключая Медвежьегорское) направлениях
Следующими крупными операциями в том же регионе со стороны советских войск стали проведённые только в 1944 году Выборгско-Петрозаводская стратегическая наступательная операция и Петсамо-Киркенесская стратегическая наступательная операция

## Предпосылки и планы сторон на операцию

### Планы Германии
В соответствии с Планом «Барбаросса» перед немецкими войсками в Заполярье ставилась сравнительно ограниченная задача, в основном направленная на оборону Норвегии и Лапландии, в частности финских никелевых рудников в Петсамо.
Из плана «Барбаросса»
Важнейшей задачей 21-й группы также и в течение восточной кампании остается оборона Норвегии. Имеющиеся сверх этого силы (горный корпус) следует использовать на Севере прежде всего для обороны области Петсамо и её рудных шахт, а также трассы Северного Ледовитого океана. Затем эта силы должны совместно с финскими войсками продвинуться к Мурманской железной дороге, чтобы нарушить снабжение Мурманской области по сухопутным коммуникациям.
Наступление на Мурманск с целью захвата порта и военно-морской базы Северного флота являлось задачей второстепенной для немецкого командования в сравнении с обороной. Это явствует из Директивы по стратегическому сосредоточению и развертыванию войск:

Помимо перечисленных оборонительных задач, на армию «Норвегия» возлагаются следующие задачи:

а) с началом операции, а если потребуется и раньше, вторгнуться в район Петсамо и надежно оборонять его совместно с финскими войсками против нападения с суши, моря и воздуха. Особое значение приобретает удержание никелевых рудников, чрезвычайно важных для немецкой военной экономики (операция «Реннтир»);

б) имеющимися в распоряжении войсками окружить Мурманск, являющийся опорной базой для наступательных действий сухопутных, морских и воздушных сил противника. В последующем если позволят имеющиеся в наличии силы, осуществить захват Мурманска (операция «Зильберфукс»).
К началу войны план немецкого командования по захвату Мурманска приобрёл воплощение: в день Х+7, где X — общий день нападения на СССР, переходил в наступление горнострелковый корпус «Норвегия», который в первые сутки должен был сломить сопротивление советских войск у границы, захватить Титовку, полуострова Средний и Рыбачий, а затем за трое-четверо суток дойти до Кольского залива и Мурманска. То, что планы немецкого командования по захвату Мурманска были рассчитаны на короткий срок, свидетельствует, в частности, тот факт, что ещё в июне 1941 года в кригсмарине была создана должность морского коменданта Мурманска (нем. Seekommandant Murmansk).
В начале войны Мурманск не имел для Германии того стратегического значения, которое стал иметь впоследствии, поскольку в соответствии с Планом «Барбаросса» победа должна была быть одержана задолго до того, когда СССР смог бы получать через порт значимые поставки.
Главные же силы Германии должны были наступать южнее Мурманска — вдоль железной дороги Рованиеми — Салла — Кандалакша к Белому морю, чтобы отрезать советские части на Кольском полуострове, после чего частью сил начать наступление на север, где они бы соединились с горнострелковыми частями у Мурманска, а большей частью продолжить действия совместно с финскими войсками у Онежского озера (на восточном или западном берегу, в зависимости от развития событий)

### Планы Финляндии
Оперативный план финских войск был согласован с планами немецких войск, а их действия являлись составной частью плана «Барбаросса».
Финляндия будет способствовать скрытной концентрации немецкой группы «Норд» (входящей в состав группы XXI), которая будет доставлена из Норвегии. Финские части будут действовать совместно с этой группой. Кроме того, Финляндия будет должна нейтрализовать полуостров Ханко… Основные силы финской армии будут предварительно согласовывать свои действия с передовыми силами германского северного фланга. Их главной задачей станет отвлечение на себя как можно большего количества русских сил с помощью наступления вдоль западного или обоих берегов Ладожского озера и взятия полуострова Ханко.
План финского командования, переданный в ОКВ 28 июня 1941 года предполагал собой действия в двух направлениях.
Во-первых, на севере финские войска действовали в составе армии «Норвегия» и под её командованием. Главной задачей финских частей в составе армии «Норвегия» была оборона южного фланга немецких войск, для чего финские войска должны были наступать из района Суомуссальми в направлении на Ухту, а после её взятия направлением главного удара должна была стать Кемь. Кроме того, вспомогательное наступление намечалось через Кестеньгу на Лоухи.
Во-вторых, финские войска должны вести основное наступление силами армии «Карелия» по восточному берегу Ладожского озера. План заключался в нанесении удара вдоль обоих берегов озера Янисъярви и последующем наступлении вдоль восточного берега Ладожского озера через Олонец на Лодейное Поле. 2-й корпус финских войск должен был держать оборону на границе и одновременно ждать приказа о вспомогательном ударе в район Элисенваара — Хийтола и в последующем взять Лахденпохью. Одной дивизией предполагалось также нанести удар на Реболы и Лендеры.
Операция на Карельском перешейке по западному берегу Ладоги на первый этап боевых действий не планировалась, а зависела от развития событий на советско-германском фронте. 4-му армейском корпусу (от Финского залива до реки Вуокса) предписывалось находиться в обороне на границе.

### Планы СССР
В соответствии с планом прикрытия государственной границы СССР на территории Ленинградского военного округа основными задачами советских войск являлось:
1. На Выборгском и Кексгольмском направлениях обеспечить оборону Ленинграда. Это являлось основной задачей войск округа.
2. Не допустить прорыва фронта обороны и выхода противника к Ладожскому озеру.
3. Обеспечить бесперебойную работу Кировской железной дороги.
4. Удержать за собой полуострова Рыбачий и Средний, прикрыть Мурманск и побережье Кольского полуострова от Иоканьга до госграницы с Финляндией.

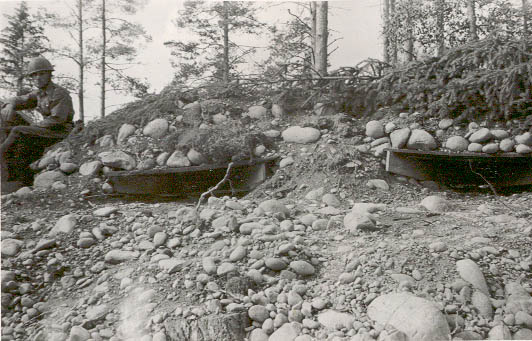
Захваченные финскими войсками советские укрепления на границе, 1941 год.

На 14-ю армию (Район прикрытия № 1) возлагалось прикрытие границы от Баренцева моря до Старой Куземы, Регозера, Писто, с основной задачей прикрытия Мурманска, а также препятствования действиям морского флота противника в Кольский и Мотовский заливы, недопущения высадки морских десантов, прикрытия Кировской железной дороги на Кандалакшском и Лоухском направлениях. Действия армии должны были сочетаться с действиями Северного флота и 1-й смешанной авиадивизии.
На 7-ю армию (Район прикрытия № 2) возлагалось прикрытие границы от стыка с 14-й армией до Путсари, Ристалахти, Керимяки, Кангаслахти, с основными задачами прикрытия границы на Ухтинском, Ребольском и Петрозаводском направлениях, Кировской железной дороги.
На 23-ю армию (Район прикрытия № 32) возлагалось прикрытие границы от Финского залива по Карельскому перешейку. Основной задачей армии было прикрытие территории Карельского перешейка и как следствие, прикрытие Ленинграда с северо-запада.

## Силы сторон и их расстановка перед началом операции
Расстановка сил перед началом операции по границе. Не приведены части резерва, пограничные части, укреплённые районы:
| Место                        | Часть                                          | В составе соединения (СССР) | В составе соединения (Германия и Финляндия) | Часть                                                                  |
| ---------------------------- | ---------------------------------------------- | --------------------------- | ------------------------------------------- | ---------------------------------------------------------------------- |
| Финский залив                |                                                | Балтийский флот             | Военно-морские силы Финляндии               |                                                                        |
| Финский залив — река Вуокса  | 50-й стрелковый корпус                         | 23-я армия                  | Юго-Восточная армия                         | 4-й армейский корпус                                                   |
| Река Вуокса — озеро Пюхяярви | 19-й стрелковый корпус                         | 23-я армия                  | Юго-Восточная армия                         | 2-й армейский корпус                                                   |
| Озеро Пюхяярви — Вяртсиля    | 168-я стрелковая дивизия                       | 7-я армия                   | Карельская армия                            | 7-й армейский корпус                                                   |
| Вяртсиля — ~ район Иломантси | 71-я стрелковая дивизия                        | 7-я армия                   | Карельская армия                            | 6-й армейский корпус                                                   |
| Вяртсиля — ~ район Иломантси | 71-я стрелковая дивизия                        | 7-я армия                   | Карельская армия                            | Группа Ойнонена (кавалерийская бригада и 2-я горнострелковая бригада ) |
| Район Лиекса                 | часть сил 54-й стрелковой дивизии              | 7-я армия                   | Карельская армия                            | 14-я пехотная дивизия                                                  |
| Район Ухты                   | часть сил 54-й стрелковой дивизии              | 7-я армия                   | Армия «Норвегия»                            | 3-й армейский корпус                                                   |
| Район Алакуртти              | 122-я стрелковая дивизия, 1-я танковая дивизия | 14-я армия                  | Армия «Норвегия»                            | 36-й армейский корпус                                                  |
| Район Петсамо                | 14-я стрелковая дивизия                        | 14-я армия                  | Армия «Норвегия»                            | Горный корпус «Норвегия»                                               |
| Баренцево море               |                                                | Северный флот               | Морская группа «Север»                      |                                                                        |

## Ход операции

### Операции 14-й армии
В полосе, занимаемой 14-й армией никогда за время войны не было сплошной линии фронта.
Это было обусловлено природными условиями, недостаточностью коммуникаций и сложностями в снабжении. Таким образом, в полосе армии велись изолированные друг от друга сражения на мурманском, кандалакшском и кестеньгском направлениях. 22 июня 1941 года, до начала операции в рамках главной задачи немецких войск на севере, Горный корпус «Норвегия» провёл операцию «Реннтир», в целях прикрытия рудников Петсамо. 2-я горнострелковая дивизия заняла позиции в районе Линахамари — Петсамо, а 3-я горнострелковая дивизия рассредоточилась южнее, вплоть до окрестностей Луостари.

#### Операция на мурманском направлении
Горный корпус «Норвегия» перешёл в наступление 29 июня 1941 года в 3:30 на участке от Печенгской бухты до Луостари. Кроме того, южнее в 88 километрах частное наступление к северу от реки Лутто на Ристикента проводил финский батальон «Ивало». В полосе наступления держали оборону пограничные части, 23-й укреплённый район и 14-я стрелковая дивизия, двумя полками начавшая разворачиваться по границе с 22 июня 1941 года. Первыми в бои с противником вступили пограничные войска НКВД, так, одна из застав держала оборону в течение 19 дней, отбив 60 атак, и оставила заставу по приказу. Однако в целом пограничные части были быстро смяты. Уже через три часа 3-я горнострелковая дивизия, наступая от Луостари в направлении озера Чапр начала переправу через реку Титовку, имея в виду дальнейшее наступление на Мотовку. 2-я горнострелковая дивизия также наступала без проблем, исключая левофланговый 30-й горнострелковый полк, в чью задачу входило овладение полуостровами Средний и Рыбачий, где держал оборону 23-й укреплённый район. Полуострова Рыбачий и Средний так никогда и не был взят немецкими войсками: всего, чего удалось добиться — это к 4 июля 1941 года блокировать полуостров с суши. В это время, уже 30 июня 1941 года части 2-й горнострелковой дивизии, преследуя не успевший укрепиться 95-й стрелковый полк 14-й стрелковой дивизии, а затем и 325-й стрелковый полк взяли Титовку.
Между тем, немецкое командование, столкнувшись с оказавшимся отсутствием дороги от реки Титовка на Мотовку, было вынуждено сменить свои планы и вернуть 3-ю горнострелковую дивизию, чтобы направить её вслед за 2-й горнострелковой дивизией, а одним, успевшим переправиться полком, двигаться вдоль реки на север, где соединиться с частями 2-й горнострелковой дивизии.
Части горного корпуса, продолжив наступление, вышли к губе Западная Лица и одноимённой реке, и с 6 июля 1941 года приступили к форсированию реки. К тому времени, на рубеже реки развернулась 52-я стрелковая дивизия и приведённые в порядок части 14-й стрелковой дивизии. Завязались тяжёлые бои, к концу дня сумел форсировать реку только один батальон 2-й горнострелковой дивизии и два батальона 3-й горнострелковой дивизии сумели создать предмостный плацдарм шириной чуть больше полутора километров. Советское командование, наряду с упорной обороной рубежа реки уже 6 и 7 июля 1941 года высадило десанты на южном и западном берегу губы Западная Лица, и вследствие этого, немецким войскам пришлось выделить силы на прикрытие своих войск с севера.
7 июля 1941 года немецкие войска сохраняли плацдармы, однако в ночь на 8 июля 1941 года контратакой были выбиты с позиций и оставили плацдармы. Командир горного корпуса Генерал-лейтенант Дитль доложил, что в сложившейся обстановке, наступление без подкреплений не может быть продолжено. В помощь корпусу был переброшен немецкий моторизованный пулемётный батальон, а 9 июля 1941 года финский 14-й пехотный полк.
С 13 июля 1941 года немецкое наступление было возобновлено. Семь батальонов 2-й горнострелковой дивизии сумели переправиться через реку в месте её впадения в губу и продвинулись более чем на три километра. Задачей дивизии было наступление на восток до цепи озёр и поворот на юг, с тем, чтобы зайти в тыл советским частям и обеспечить форсирование Западной Лицы частям 3-й горнострелковой дивизии. Советские войска продолжали упорное сопротивление и вновь, 14 июля 1941 года высадили десант на западном берегу губы Западная Лица в составе 325-го стрелкового полка 14-й стрелковой дивизии и батальона морской пехоты. Этот десант привёл к тому, что командование корпуса сделало вывод о том, что дальнейшее наступление продолжать невозможно, ввиду того, что необходимо обеспечить свой северный фланг. К атакам десанта добавились атаки советских войск на плацдарм, занятый батальонами 2-й горнострелковой дивизии, в результате чего к 18 июля 1941 года плацдарм был значительно сокращён. 24 июля 1941 года Дитль доложил, что даже с полученными в виде подкреплений двумя батальонами, он может только очистить от десанта северный берег губы Западная Лица. Последнюю неделю июля 1941 года советские войска ожесточённо атаковали плацдарм на восточном берегу реки Западная Лица, а противник, с трудом отбивая советские атаки, готовился к наступлению на десант, который занимал свой плацдарм, западнее губы Западная Лица. Со 2 августа 1941 года началось наступление на советский десант, и он частью был уничтожен, частью эвакуирован. В августе 1941 года положение сторон сохранялось. Немецкое командование перебросило подкрепления: 388-й пехотный полк и 9-й пехотный полк СС.
Новое наступление немецким командованием было предпринято 8 сентября 1941 года. Обе дивизии первые дни успешно продвигались: 2-я горнострелковая дивизия на юг, с занимаемого ею плацдарма, продвинувшись за два дня более чем на 5 километров, а 3-я горнострелковая дивизия, форсировав реку, начала продвижение на север. При удачном для немецких войск развитии операции, советские 52-я стрелковая дивизия и 14-я стрелковая дивизия, оборонявшие рубеж по реке, оказывались бы в окружении, а немецкие войска захватили бы важные дороги. Однако, советские войска не дали осуществить план: форсировавшие реку между «клиньями» горнострелковых частей 388-й пехотный полк и 9-й пехотный полк СС были разбиты, а горнострелковые части остановлены контратаками, так и не сумев сомкнуться. Ещё 12 сентября 1941 года горные части имели некоторое продвижение: 2-я горнострелковая дивизия продвинулась на юг ещё на полтора километра, а 3-я горнострелковая дивизия овладела перешейком между двумя озёрами, но на этом успехи корпуса практически закончились. Советское командование ввело в бой сформированную 186-ю стрелковую дивизию, и 18 сентября 1941 года командование горного корпуса приняло решение о прекращении наступления, в этот же день 3-я горнострелковая дивизия начала отвод частей за реку Западная Лица, и к 24 сентября 1941 года дивизия переправилась, оставив за собой две высоты на восточном берегу. 2-я горнострелковая дивизия, сократив свой плацдрам, начала обустройство зимних оборонительных позиций. После этого, наступательные действия немецких войск в направлении Мурманска были завершены.
Итогом операции на мурманском направлении стал в общем-то известный паритет в достигнутых целях. Учитывая тот факт, что главной задачей Армии «Норвегия» являлся не захват Мурманска, а обеспечение собственной безопасности в Петсамо, то оперативную задачу немецкие части в целом выполнили. Несмотря на то, что в руках советских войск оставались полуострова Рыбачий и Средний, серьёзной угрозы рудникам советские части там не несли, ограничиваясь обстрелом, разведкой и диверсионными операциями. Решение взять Мурманск было озвучено только в сентябре 1941 года, под конец операции. С другой стороны, имея в виду цель советского командования в виде сохранения Мурманска и Кировской дороги, то и советское командование своей цели достигло. Однако немецкое командование допустило в стратегический просчёт, не рассматривая Мурманск как особо важный объект, чем он стал впоследствии.
Потери немецких войск в операции на мурманском направлении убитыми и ранеными составили 10 290 человек, при продвижении в среднем на 24 километра.

#### Операция на кандалакшском и кестеньгском направлениях

##### Операция на кандалакшском направлении
Следующим направлением наступления войск противника была Кандалакша (Операция «Полярфукс»), с общей задачей выйти к Белому морю и отрезать советские войска на Кольским полуострове. С немецкой стороны в наступлении были задействованы от Германии 36-й армейский корпус и Дивизия СС «Норд» и от Финляндии части 3-го армейского корпуса. Им противостояли 122-я стрелковая дивизия и только что переброшенная из-под Пскова 1-я танковая дивизия. Основные события на границе развернулись в районе города Салла. По плану немецкого командования 169-я пехотная дивизия наступала севернее города, а горнострелковая бригада СС «Nord», перейдя границу по дороге Рованиеми — Кандалакша и южнее её, и начать наступление на Саллу с юга. Таким образом, эти соединения окружали Саллу и выходили на дорогу к Алакуртти и далее на Кандалакшу. Финская 6-я пехотная дивизия, пересекла границу в 72 километрах к югу от Саллы в ночь на 1 июля 1941 года, и должна была развивать наступление на северо-запад, атакуя Кайрала с юга и главными силами нанести удар в тыл в направлении Алакуртти.
Немецкие силы начали наступление на Саллу 1 июля 1941 года в 16:00. 169-я пехотная дивизия атаковала севернее города по трём направлениям: непосредственно возле города полк дивизии смог продвинуться не более чем на 500 метров, после чего был контратакован и в панике отступил. Два полка, наступавшие севернее, имели большее продвижение, так, левофланговый полк, который наступал вдоль реки Тенниё, прошёл более 3 километров. Дивизия СС «Норд» оказалась неготовой к ведению боевых действий, и не смогла продвинуться. 2 июля 1941 года советские войска при поддержке танков контратаковали 169-ю пехотную дивизию, отбросив полк, наступавший в центре, на исходные позиции. В течение 3—6 июля 1941 года севернее города велись встречные бои — немецкие войска прорывались к реке Куола. Но южнее города, в результате атаки танков 1-й танковой дивизии имела место следующая картина:

Рано утром 4-го вся штаб-квартира XXXVI корпуса стала свидетелем удивительного события: вся дивизия (sic) СС стремительно неслась на мотоциклах в сторону Рованиеми, а за ней по пятам гнались русские танки. Несколько часов штаб корпуса, включая начальника штаба и самого Файге, останавливал эсэсовцев и отправлял их обратно на позиции. Часть их удалось остановить и отправить в штаб-квартиру армии «Норвегия», находившуюся на полдороге к Кемиярви, но некоторые промчались без остановки 80 километров до самого Кемиярви, где эсэсовец заставил местного коменданта взорвать мост через реку Кеми, чтобы сдержать русские танки, которые, как он утверждал, вот-вот будут здесь.

Действия бригады СС поставили под угрозу проведение всей операции. Финская 6-я пехотная дивизия была перенацелена с Алакуртти на Кайрала. 6 июля 1941 года, Форсировав реку Куола, 169-я пехотная дивизия сумела ворваться в Саллу с востока, но быстро была выбита. 7 июля 1941 года атаки на Саллу продолжились, и лишь с отходом 122-й стрелковой дивизии в ночь на 8 июля 1941 года на юго-восток в направлении Лампела, Салла была взята. Бригада СС приступила к преследованию 122-й дивизии, а 169-я пехотная дивизия поспешила на восток, чтобы не дать организовать советским войскам оборону у Кайрала, по линии озёр Ала, но не успела — там уже находились два полка 104-й стрелковой дивизии. 10 июля 1941 года атаки 169-й пехотной дивизии были отбиты, так же, как и был отброшен полк 6-й пехотной дивизии, который перерезал автомобильную и железную дорогу в 5 километрах к востоку от Кайрала. Немецкое командование решило провести окружение советских войск в Кайрала, для чего предприняла наступление севернее Кайрала силами 169-й пехотной дивизии, которая с юга должна была поддерживаться финской 6-й пехотной дивизией. Уже к 21 июля 1941 года командование 36-м армейским корпусом доложило, что максимум что возможно сделать — это взять укрепления в Кайрала, но дальнейшее продвижение к Аллакурти будет невозможным, а 24 июля 1941 года немецкие и финские части, попав под контрнаступление советских войск, и вовсе признали невозможным даже выбить советские войска из Кайрала и наступление было прекращено, что подтвердил А. Гитлер 30 июля 1941 года. Немецко-финские войска, продвинувшись на расстояние в 21 километр и записав в потери только 36-го армейского корпуса 5500 человек убитыми и ранеными, свои задачи не выполнили. Немецкое командование предпочло сосредоточить свои усилия ещё южнее, на направлении Кестеньга — Лоухи, тем более, что там сравнительно быстро развивалось наступление войск финского 3-го армейского корпуса.
Ещё в середине июля 1941 года большая часть 1-й танковой дивизии была снята с позиций под Алакуртти и отправлена под Ленинград. Это способствовало дальнейшим действиям немецких и финских войск на кандалакшском направлении. После ряда взаимоисключающих приказов, было принято решение взять позиции у Кайрала ударом с юга, для чего в полосе 6-й финской пехотной дивизии были сконцентрированы почти все наличные войска и артиллерия — непосредственно у Кайралы оставались только войска прикрытия. По окончании весьма затруднительной перегруппировки, объединённые войска 19 августа 1941 года начали наступление. Перегруппировка, очевидно, осталась незамеченной советским командованием, и несмотря на упорное сопротивление, 20 августа 1941 года немецко-финские войска перерезали шоссе и железную дорогу между озером Нурми и горой Нурми. К 22 августа 1941 года части 122-й стрелковой дивизии и 104-й стрелковой дивизии были почти окружены, и начали выход из окружения по ранее неизвестной для противника дороге севернее озера, одновременно в тяжёлых боях обороняя коридор. 27 августа 1941 года батальон горных стрелков СС прорвал советские позиции у Кайрала, и в этот день окружение окончательно состоялось и немецко-финские части перешли к преследованию. 122-я стрелковая дивизия и 104-я стрелковая дивизия тем не менее, практически полностью избежали гибели в кольце, правда оставив там транспорт и технику. Отойдя, советские войска заняли заранее подготовленные позиции на окраине Алакуртти, на плацдарме на реке Тунтса (ныне Тунтсайоки). Вплоть до 30 августа 1941 года лобовые атаки немецких и финских частей не приносили успеха, и лишь в этот день советские войска вынуждены были оставить плацдарм и перебраться на восточный берег реки. 1 сентября 1941 года советские войска оставили и восточную часть Алакуртти, отойдя на реку Войта. С 6 сентября 1941 года 169-я пехотная дивизия на севере и 6-я пехотная дивизия на юге, приступили к штурму советских позиций.

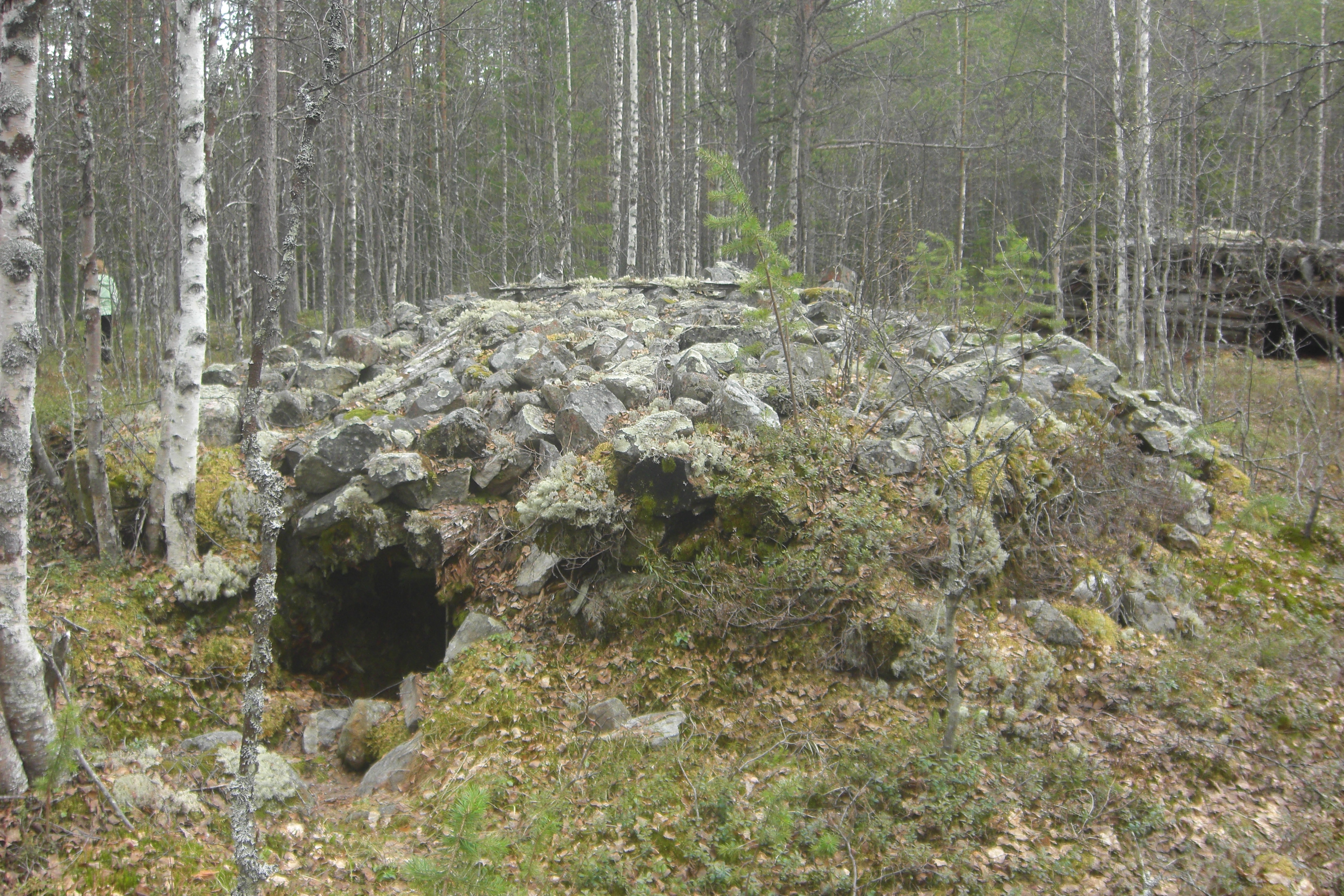
Остатки блиндажей на Верманском рубеже.

Исключая действия одного полка 169-й пехотной дивизии, который сумел с севера выйти к высоте близ озера Верхний Верман, никаких успехов атакующие не достигли. Впрочем и прорвавшийся полк завяз в боях за высоту и лишь 10 сентября 1941 года сумел её взять. Но это не решило проблем 36-го армейского корпуса: советские войска, постоянно контратакуя прорвавшийся полк, несколько отошли, перегруппировались, и к 15 сентября 1941 года заняли оборону на заранее подготовленном оборонительном рубеже по реке Верман от озера Верхний Верман до озера Тольванд, ещё и сохраняя за собой несколько плацдармов, и далее уже не пустили противника. Немецкие и финские части на этом направлении были совершенно измотаны, понесли большие потери (так 169-я пехотная дивизия была признана неспособной выполнять даже оборонительные задачи, а всего потери корпуса составили 9463 человек), и, несмотря на указания Адольфа Гитлера о подготовке к наступлению на Кандалакшу, в первой половине октября 1941 года прекратили всякие наступательные действия, перейдя к обороне.

##### Операция на кестеньгском направлении
Основной ударной силой противников СССР на этом направлении являлся 3-й армейский корпус, перед началом войны занимавший фронт между Кусамо и Суомуссалми. 6-я пехотная дивизия корпуса участвовала в наступлении на Кандалакшу, а 3-я пехотная дивизия была преобразована в две группы, в каждую из которых входил стрелковый полк и приданные части, в том числе пограничники. Один полк вместе с немецкой танковой ротой и прикомандированным батальоном 6-й дивизии оставался в резерве.
На группу «J», которая сконцентрировалась в районе южнее Кусамо, возлагалась задача наступления на Кестеньгу — Лоухи, на группу «F», которая сконцентрировалась в районе к востоку от Суомуссальми, возлагалась задача наступления на Ухту — Кемь.
На пути группы «J» стоял только 242-й стрелковый полк и, очевидно, 290-й лёгкий артиллерийский полк из состава 104-й стрелковой дивизии. Финское наступление развивалось очень быстро (с учётом природных условий), на границе, кроме пограничников, некому было оказывать сопротивление. 5 июля 1941 года группа «J» достигла Макарели, в 27 километрах к востоку от границы, 8 июля 1941 года вступила в первый более или менее масштабный бой у Тунгозера. 10 июля 1941 года группа подошла к Тунгозеру, 19 июля 1941 года вышла на реку Софьянга, преодолев 64 километра. Немецкое командование, вдохновлённое темпами наступления, к концу июля 1941 года усилило группу «J» полком и артиллерийским батальоном Дивизии СС «Норд». Советское командование резервами практически не располагало, в полосу наступления была переброшена сформированная из ополченцев в Мурманске и на месте Мурманская стрелковая бригада. 30 июля 1941 года группа «J» форсировала Софьянгу, одновременно высадив десант на западе Топозера. После достаточно упорных боёв 7 августа 1941 года советские войска оставили Кестеньгу, а финско-немецкие войска продолжили наступление на Лоухи. 15 августа 1941 года передовые части финских войск, продвигавшиеся по железной дороге, в межозёрном дефиле между озёрами Еловое и Лебедево, встретились с передовыми частями 88-й стрелковой дивизии, спешно переброшенной из Архангельска. По мере прибытия части 88-й стрелковой дивизии, разворачиваясь, вводились в бой. Им удалось остановить продвижение противника, после чего советское командование попыталось отбросить его. Но наспех подготовленный контрудар 16—21 августа имел лишь успехи местного значения. В период 2—23 сентября был проведён второй контрудар, в ходе которого советским войскам удалось продвинуться от 12 до 16 километров, выйти на рубеж озеро Ярош-Ярви — озеро Лох-Губа.
14 сентября 1941 года все советские части на кестеньгском, ухтинском и ребольском направлении были объединены в Кемскую оперативную группу Карельского фронта (командующий генерал-майор Н. Н. Никишин).
В октябре немецкое командование подготовило новое наступление, усилив 3-й армейский корпус двумя полками (14-й пехотный полк и 9-й пехотный полк СС), несколькими отдельными пехотными батальонами и артиллерийскими дивизионами, также сюда прибыл финский танковый батальон. 1 ноября немецко-финские войска начали наступление. Им удалось прорвать передовой рубеж обороны и потеснить советские войска на ряде участков на 5—10 километров, но уже к 10 ноября из-за ожесточенного советского сопротивления и больших потерь наступление фактически выдохлось, а 18 ноября прекращено приказом. Тем не менее, сознавая усилившуюся угрозу выхода противника на станцию Лоухи и прерывания движения по Кировской железной дороге, советское командование перебросило на кестеньгский участок фронта 186-ю стрелковую дивизию из-под Мурманска и один полк из состава 289-й стрелковой дивизии.
23 ноября 1941 года советские войска перешли в наступление и за несколько дней оттеснили противника на рубеж между озёрами Ярош-Ярви и Большое Лаги-Ярви в 13 километрах восточнее Кестеньги (примерно к исходному рубежу ноябрьского немецко-финского наступления). На этом рубеже линия фронта окончательно стабилизировалась.

### Операции 7-й армии

#### Операция на ухтинском направлении
На ухтинском направлении наступала вторая группа, сформированная из 3-й пехотной дивизии — группа «F». Ей противостояли части 54-й стрелковой дивизии, которая была растянута на участке от Войницы до Реболы. Два полка дивизии к началу наступления развернулись по берегу реки Войница. Так же как и с наступлением на Кестеньгу, наступление этой группы развивалось быстро: наступая из район восточнее Суомуссальми, группа «F» к 5 июля 1941 года вышла к населённому пункту Поньга-Губа, к 10 июля 1941 года вышла к Войнице. К тому времени к наступлению подключился резервный полк 3-й пехотной дивизии, который также к 10 июля 1941 года, наступая с запада, вышел к Войнице. Бои за населённый пункт продолжались в течение девяти дней, после чего части 54-й стрелковой дивизии оставили Войницу, с боями отступая по направлению к Ухте. 23 июля 1941 года финские войска достигли Корпиярви, откуда они до 28 июля 1941 года наступали двумя колоннами: по северному берегу озера Среднее Куйто и ещё севернее, по дороге Корпиярви — Ухта в направлении озера Елданка, в 19 километрах к северо-западу от Ухты. Кроме того, часть войск была направлена по южному берегу озера Среднее Куйто, где практически не встречая сопротивления, финские войска 2 августа 1941 года дошли до посёлка Энонсу, расположенного на берегу напротив Ухты, и даже выслали передовые части к Луусалми.
Группа войск, наступавшая по северному берегу озера, была остановлена на рубеже реки Кис-Кис, где советские войска оказали упорное сопротивление и 19 августа 1941 года наступление на Ухту было остановлено, в том числе и потому, что немецкое командование сочло более перспективным кестеньгское направление. В первые дни сентября 1941 года финские войска вновь предприняли попытку прорвать позиции советских войск, но подготовленные и пополненные два полка 54-й стрелковой дивизии сразу же остановили продвижение финских войск.

#### Операция на ругозерском направлении
Со стороны финских войск 3 июля 1941 года в направлении Лиекса — Реболы — Ругозеро начала наступление отдельная 14-я пехотная дивизия, усиленная двумя егерскими батальонами, и вместе с ними насчитывающая около 20 000 человек. Ей противостоял только 337-й стрелковый полк 54-й стрелковой дивизии, расквартированный в Реболы, усиленный артиллерийским дивизионом, и 73-й пограничный отряд войск НКВД. Общая численность советских войск составляла около 4 000 человек.
С 3 по 24 июля 1941 года советские войска отбивали финские атаки на Реболы и лишь когда 15 июля 1941 года часть финских войск обошла с юго-запада район Реболы, 337-й стрелковый полк был вынужден отходить на север, а затем на восток, опасаясь полного окружения. В Реболы остались лишь тыловые подразделения полка и Ребольский истребительный батальон. 26 июля 1941 года на помощь прибыл Ругозерский истребительный батальон, а на станцию Кочкома прибыли Беломорский и Тунгудский истребительные батальоны. Однако Реболы 26 июля 1941 года были оставлены. Из этих частей была в начале августа 1941 года сформирована дивизия Ребольского направления, численностью около 6 000 человек. Она заняла позиции восточнее Реболы по реке Чирко-Кемь, где ведёт ожесточённые бои до середины августа 1941 года. 15 августа 1941 года финские войска прорвали оборону дивизии и 16 августа 1941 года советские войска отошли на заранее оборудованные позиции по реке Пизма. С 19 августа 1941 года финские части штурмовали советские позиции и лишь 6 сентября 1941 года достигли некоторого успеха, вклинившись в оборону дивизии. Несмотря на то, что позиции были восстановлены, атаки финских войск продолжились, и под их напором дивизия по приказу отошла ещё восточнее, на рубеж в 10 километрах от Ругозера, и 12 сентября 1941 года заняла его. Далее на восток на этом участке финские войска не продвинулись за всю войну.

#### Операция на петрозаводском и олонецком направлениях

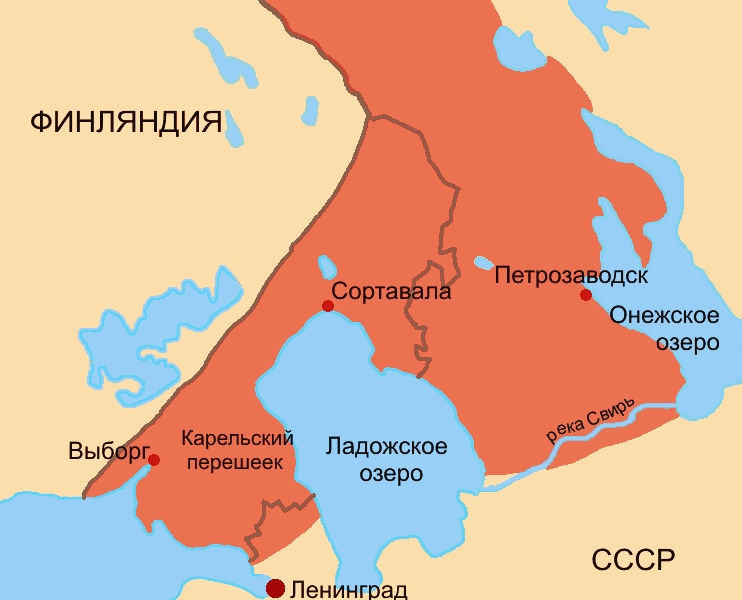
Граница максимального продвижения финской армии. Серым отмечена госграница 1939 года.

Проведение данной операции являлось главной задачей Финляндии в войне, поэтому для неё были сосредоточены основные силы финских вооружённых сил, сведённые в Карельскую армию. Для наступления по северному и восточному берегу Ладожского озера были выделены 6-й и 7-й армейские корпуса и группа Ойнонена в составе кавалерийской и горнострелковой бригад. Фактически на этом направлении им противостояли, не считая пограничников, только 168-я стрелковая дивизия и 71-я стрелковая дивизия.

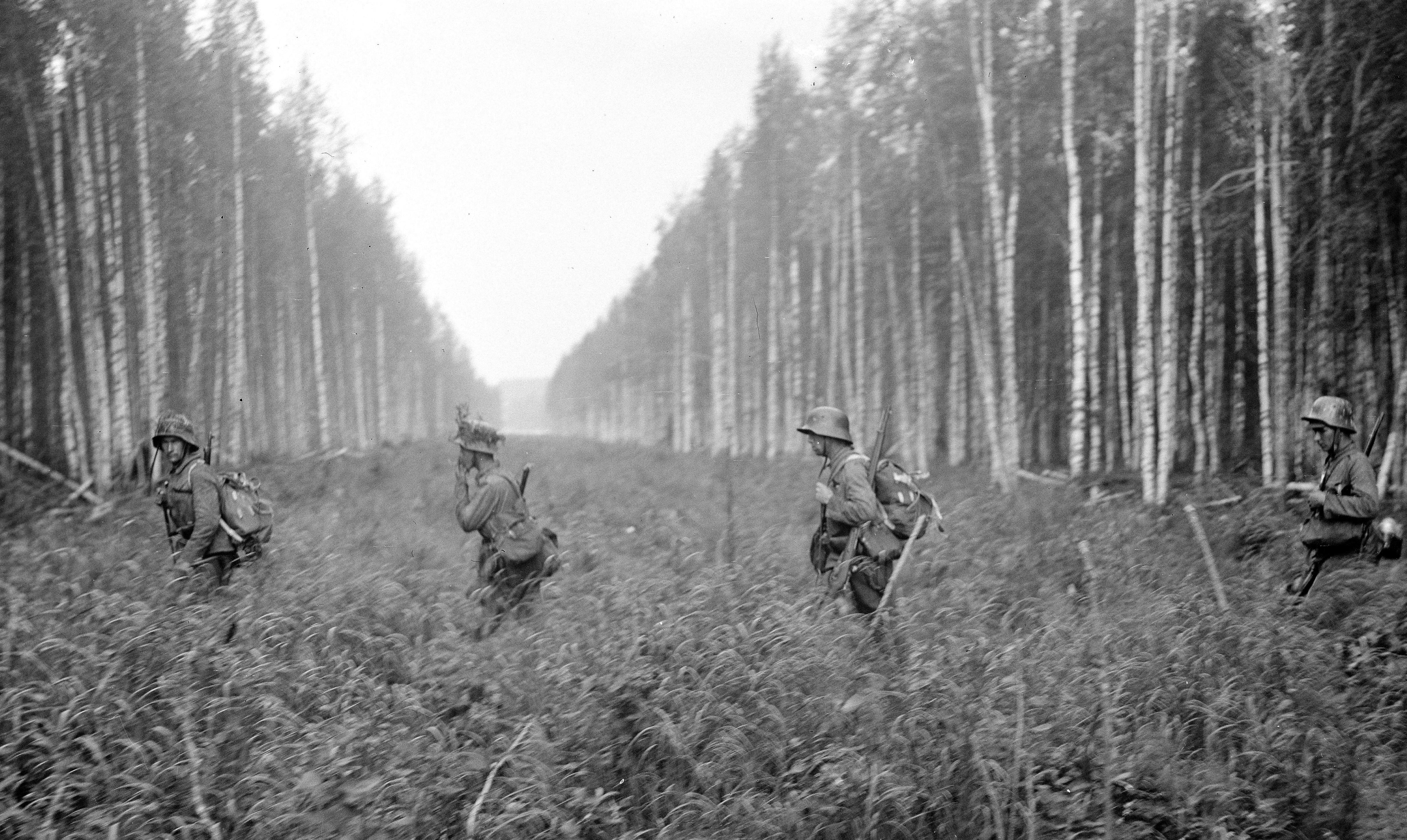
Финские солдаты пересекают государственную границу СССР в районе Тохмаярви, 1941 год.

Финские войска перешли в наступление 10 июля 1941 года. Главный удар наносился силами 6-го армейского корпуса, усиленного 1-й горнострелковой бригадой из района несколько севернее Вяртсиля в обход по широкой дуге с востока озера Янисярви. Под удар попала 71-я стрелковая дивизия, которая не смогла удержать позиции и была вынуждена отступать. Более того, ударом дивизия была разрезана, и левофланговый 367-й стрелковый полк вместе со штабом дивизии оказался отрезанным от основных сил в районе Сортавала, вместе со 168-й стрелковой дивизией. Кроме всего прочего, на правый фланг дивизии наступала группа Ойнонена. Наиболее активно продвигалась подвижная 1-я егерская бригада: 12 июля 1941 года взяв Коккари и посёлок Тольваярви, она свернула на юг, 14 июля 1941 года взяла Муанто, 15 июля 1941 года бригада у Лоймолы перерезала железную дорогу и 16 июля 1941 года вышла на восточный берег Ладожского озера в район Питкяранты, продвинувшись на 107 километров. Также к берегу озера несколько позднее вышли и части 6-го армейского корпуса, которые, быстро взяв Вяртсиля, несколько были задержаны сопротивлением у Соанлахти, 16 июля 1941 года сломили советское сопротивление, и обойдя Янисярви с юга, заняли оборону. Между тем, наступление 7-го армейского корпуса по западному берегу Янисярви натолкнулось на упорную оборону 168-й стрелковой дивизии, которая до сентября 1941 года удерживала за собой участок побережья Ладожского озера, к тому времени уже будучи прижатой к берегу с трёх сторон. С выходом на побережье Ладоги, финское командование перебросило в район Лоймола 1-ю пехотную дивизию с целью прикрыть фланг, направило оперативно подчинённую немецкую 163-ю пехотную дивизию на Сувилахти, и после этих мероприятий 6-й армейский корпус возобновил наступление вдоль восточного берега Ладоги, направив часть войск в направлении озера Тульм. 21 июля 1941 года финские войска после трёх дней тяжёлых боёв взяли Салми, 22 июля 1941 года — Мансила, а 24 июля 1941 года достигли реки Тулокса, где приостановили наступление. Остановка была связана не в последнюю очередь и с тем, что советские войска силами 3-й бригады морской пехоты, 452-го мотострелкового полка и 7-го мотоциклетного полка 23 июля 1941 года, форсировав Видлицу, нанесли контрудар с целью отбросить противника к Салми, а также 24 июля 1941 года высадили десант западнее Салми. Советским войскам удалось местами вклиниться в оборону противника на 5—8 километров, но уже 24 июля 1941 года советские части были вынуждены отойти к Тулоксе. В течение конца июля — начала августа 1941 года сторонами велись встречные бои на реке Тулокса, а также продолжались бои 163-й пехотной дивизии в озёрной местности севернее железнодорожной ветки Лоймола — Сувилахти.
Советское командование пополнило войска в Карелии: в июле 1941 года на рубеж Тулоксы прибыли два полка 3-й Ленинградской дивизии ополчения, в Петрозаводске и окрестностях формировались ополченческие части, на подступах к Петрозаводску развернулась 282-я стрелковая дивизия
В конце августа 1941 года бои разгорелись с новой силой. Штаб 7-го армейского корпуса был переведён в район Сувилахти, где объединил под своим командованием часть сил 6-го армейского корпуса, а бывшие в 7-м корпусе части были объединены под командованием вновь созданного 1-го армейского корпуса и повели наступление на Сортавала (взята 16 августа 1941 года), пытаясь сбросить в Ладогу 168-ю стрелковую дивизию. Также в конце августа 1941 года был взят Сувилахти и 7-й армейский корпус продвинулся на рубеж перешейка между Сямозеро и Шотозеро. 2 сентября 1941 года в состав советских войск в Карелии прибыла 314-я стрелковая дивизия.
4 сентября 1941 года Карельская армия возобновила наступление. На тот момент она располагалась в следующем порядке: от границы до северного берега Сямозера занимали позиции бригады группы Ойнонена, две дивизии 7-го армейского корпуса находились на перешейке между озёрами, 6-й армейский корпус тремя дивизиями и одной егерской бригадой занимал позиции от Ведлозера по Тулоксе до её устья, 163-ю пехотная дивизия была в резерве. После мощного обстрела финской артиллерии 6-й армейский корпус перешёл в наступление, прорвал оборонительные позиции 3-й ополченческой дивизии, которая оказалась в окружении, и в течение трёх дней достиг реки Свирь у Лодейного Поля, попутно 5 сентября 1941 года взяв Олонец. На противоположном, южном берегу реки развернулась прибывавшая с 2 сентября 1941 года свежая 314-я стрелковая дивизия, сведённая из различных частей, действовавших на этом направлении, 67-я стрелковая дивизия, а также отошедшая по берегу Ладоги 3-я бригада морской пехоты, которая сумела сохранить за собой плацдарм на северном берегу Свири. К середине сентября 1941 года 6-й армейский корпус завоевал практически весь северный берег реки и частью сил с юга нацелился на Петрозаводск. В начале октября 1941 года оставшиеся силы корпуса сумели форсировать Свирь у Онежского озера, и захватить большой плацдарм (глубиной в 19 километров и шириной в 96 километров), однако в боях с прибывшей на Свирь 21-й стрелковой дивизией, плацдарм существенно сократился.
Между тем, 7-й армейский корпус, наступая на Петрозаводск с юго-запада, к 7 сентября 1941 года подошёл к посёлку Пряжа. Советское командование перебросило туда 313-ю стрелковую дивизию и с 12 по 19 сентября 1941 года она ведёт тяжёлые бои с финскими войсками за посёлок, который несколько раз переходил из рук в руки. Финское командование предприняло обходной манёвр, перерезав шоссе Пряжа — Олонец, и часть войск левого крыла Петрозаводской оперативной группы была вынуждена начать отход к Петрозаводску под угрозой окружения. 21 сентября 1941 года 7-й армейский корпус возобновил наступление из района Пряжи, и к 23 сентября 1941 года отбросил в тяжёлых боях советские войска к Вилге в 16 километрах от Петрозаводска. 22 сентября 1941 года финские части вышли на побережье Онежского озера южнее Петрозаводска в районе деревни Шокша и развернули наступление на него с юга. С северо-запада на город наступала группа Ойнонена с переброшенным с Карельского перешейка 2-м армейским корпусом. Оборону города держали потрёпанные в боях 313-я и 272-я стрелковые дивизии, а также 37-я стрелковая дивизия, сформированная из отдельных полков РККА и НКВД, имеющихся в наличии в Петрозаводске в июле 1941 года, как Петрозаводская дивизия. Кроме того, были сформированы 1-я и 2-я лёгкие стрелковые бригады, одна из которых заняла оборону к югу от города, а вторая — к северу, в районе станции Шуйская, с тем, чтобы финские войска не перерезали дорогу на Кондопогу, и не отрезали Петрозаводск с севера. Тем не менее, предпринятые меры оказались недостаточными перед превосходством финских войск, и 3 октября 1941 года, после кровопролитных боёв, советские войска были вынуждены оставить Петрозаводск и отходить, пробиваясь к Кондопоге, а финские войска продолжили наступление от Петрозаводска на Кондопогу и Медвежьегорск.

### Операции 23-й армии

#### Выборгско-Кексгольмская фронтовая оборонительная операция
Операция развернулась на Карельском перешейке. С финской стороны в операции были задействованы 1-й армейский корпус, 2-й армейский корпус, 4-й армейский корпус, 5-й армейский корпус. Им противостояли войска 23-й армии и войска бывшего левого фланга 7-й армии. Операции на Карельском перешейке по времени предшествовала операция на петрозаводском и олонецком направлениях, в результате чего 7-я армия была разрезана и её левый фланг вошёл в состав 23-й армии. Таким образом, к началу операции 23-я армия с севера и с северо-востока уже была окружена финскими войсками, продолжая удерживать город Сортавала.
Собственно в полосе армии до 1 июля 1941 года боевых действий почти не велось, исключая действия авиации и частные операции в приграничной полосе: так, например, финскими войсками 29 июня 1941 года был занят Энсо, 30 июня 1941 года отбитый обратно. 1 июля 1941 года финские войска предприняли наступление, нанося в направлении на Элисенваара удар в стык 23-й и 7-й армий. Оборона на границе была прорвана, однако уже 3 июля 1941 года ударом войск 142-й стрелковой дивизии и 10-го механизированного корпуса (198-я моторизованная дивизия) положение было восстановлено.
Широкомасштабные боевые действия в полосе армии начались 31 июля 1941 года. В этот день в наступление перешли войска 2-го армейского корпуса с своей позиций на границе между рекой Вуокса и Пяозером. Его главной задачей было взять железнодорожный узел Хийтола и перерезать коммуникации к Сортавала. Под удар попали советские 142-я стрелковая дивизия и 198-я моторизованная дивизия, которые отступали в направлении Лахденпохья. 5 августа 1941 года они осуществили попытку контрудара на запад от Лахденпохья, однако безуспешную и откатились назад. Финские войска после отражения удара 6 августа 1941 возобновили наступление. В бой с финской стороны была введена свежая 10-я пехотная дивизия, которая 9 августа 1941 года вышла на побережье Ладоги взяв Лахденпохья, а 11 августа 1941 года главными силами 2-го армейского корпуса была взята Хийтола и правый фланг 2-го армейского корпуса вышел на побережье между Хийтола и Кексгольмом. Советское командование задействовало свежую, 265-ю стрелковую дивизию, которая осуществила попытку контрудара на Хийтола и Оярви, но к 10 августа 1941 года контрудар выдохся. В то же время 1-й армейский корпус штурмовал Сортавала, и 16 августа 1941 года взял город, прижав советские войска к побережью. Таким образом, правый фланг войск 23-й армии был разрезан на три неравные группы: севернее Лахденпохья между 1-м армейским корпусом и левым флангом 2-го армейского корпуса была прижата к побережью 168-я стрелковая дивизия с полком 71-й стрелковой дивизии и полком 115-й стрелковой дивизии, между флангами 2-го армейского корпуса севернее и северо-восточнее Хийтола были окружены 142-я стрелковая дивизия и 198-я моторизованная дивизия, кроме того, сводная группа под командованием полковника Донскова была окружена западнее Кексгольма. Все эти войска, начиная с 12 августа 1941 года, эвакуировались силами Ладожской военной флотилии. Эвакуация отрезанных 9 августа от основных сил и прижатых к северному берегу Ладожского озера частей продолжалась ладожской флотилией до 20 августа, было эвакуировано 23 тыс. человек, несколько тысяч лошадей, 700 автомашин и 150 артиллерийских орудий. Между тем, финское наступление продолжало развиваться. 13 августа 1941 года 2-й армейский корпус был развёрнут на юг и начал наступать в направлении деревни Пааккола, и 18 августа 1941 года форсировал Вуоксу в этом районе. Своим левым флангом корпус наступал через Кексгольм на юг, производя зачистку западного берега Ладоги, где советскому командованию было попросту нечем сдерживать финские войска. Создавалась угроза полного окружения войск 23-й армии, которые занимали позиции в районе Выборга. Форсирование Вуоксы способствовало переходу в наступление войск 4-го армейского корпуса у Выборга, которое началось 21 августа 1941 года. К тому времени советское командование приняло решение о планомерном отводе войск с «новой» границы (43-я стрелковая дивизия и 123-я стрелковая дивизия), а также уже с начала финского наступления ведущей тяжёлые бои 115-й стрелковой дивизии, находящейся на рубеже Вуоксы и сдерживающей наступление 2-го армейского корпуса. Однако, планомерный отход не удался: войска 2-го армейского корпуса к 23 августа 1941 года нанесли удар с плацдарма на Вуоксе и оказались в 13 километрах восточнее Выборга, 25 августа 1941 года перерезав железную дорогу на Ленинград. Одновременно одна финская дивизия 4-го армейского корпуса переправилась через Выборгский залив и отрезала пути отступления войск из Выборга. Как следствие отступающие советские части в последние числа августа попадают в котёл у Порлампи, где после ожесточенных боев финские войска захватили большое количество пленных, техники и вооружений. Некоторые части войск, пробившись к Койвисто (43-я стрелковая дивизия и 123-я стрелковая дивизия, остатки 115-й стрелковой дивизии), затем были эвакуированы Балтийским флотом в Кронштадт.
Таким образом к концу августа 1941 года сложилась такая ситуация, что между «старой» границей и линией фронта, практически ничто, кроме разрозненных советских отрядов, не препятствовало продвижению финских войск к Ленинграду. Новую линию обороны советское командование создало по укреплениям, расположенным по «старой» границе. Там к началу сентября 1941 года развернулись эвакуированные Ладогой 142-я стрелковая дивизия и 198-я моторизованная дивизия, эвакуированные Финским заливом 43-я стрелковая дивизия и 123-я стрелковая дивизия, а также 291-я стрелковая дивизия.
4 сентября 1941 года финские войска подошли к линии укреплённого района, где 18-я пехотная дивизия переправившись через Сестру, заняла Белоостров, взяв самый крупный дот района «Миллионер». В целом, не считая частных боёв по линии укреплённого района, положение в полосе армии в сентябре 1941 года стабилизировалось

### Действия флотов и флотилий

#### Баренцево море
В Баренцевом море командование кригсмарине ставило флоту ограниченные задачи, исходя из недостаточности сил.
Охрану наших морских коммуникаций в Северном Ледовитом океане обеспечить можно, но блокировать главную военно-морскую базу Полярный-Мурманск мы не в состоянии. Здесь необходим стремительный и мощный налёт авиации (бомбы и авиационные мины). 
Таким образом, усилия военно-морских сил Германии в основном были направлены на оборону собственных конвоев и мест базирования, а также действий против союзных конвоев. Поддержка со стороны флота сухопутным силам в ходе операции была крайне ограниченной.
Из действий военно-морского флота Германии в Кольском заливе можно отметить действия 6-й флотилии миноносцев, которая 10 июля 1941 года в составе кораблей Z-4 Richard Beitzen, Z-7 Hermann Schoemann, Z-10 Hans Lody, Z-16 Friedrich Eckoldt, Z-20 Karl Galster прибыла в Киркенес. 12-13 июля 1941 года эсминцы в районе острова Харлов, атаковав советский конвой в составе траулеров РТ-67 и РТ-32 и сторожевого корабля «Пассат», который буксировал подводные топливные ёмкости из Мурманска в Иоканьгу, уничтожили сторожевик и РТ-67. 22—24 июля у Териберки эсминцы потопили гидрографическое судно «Меридиан», а 10 августа 1941 года потопили находившийся в дозоре на кильдинском плёсе сторожевой корабль «Туман». Боевая деятельность 6-й флотилии на этом закончилась, и её корабли направились на ремонт в Германию.
Северный флот, напротив, принимал достаточное участие в операции, отражая с первого дня войны удары немецкой авиации, действуя собственной авиацией, ведя береговую оборону и нарушая немецкие коммуникации. Из особо значимых действий Северного флота следует выделить организацию и высадку десанта в губе Большая Западная Лица, который, атакуя северный фланг горнострелкового корпуса «Норвегия» и являясь реальной угрозой для корпуса с северного фланга, внёс большой вклад в то, что немецкие войска не смогли прорвать оборону на реке Западная Лица и выйти к Мурманску. Ещё одной операцией флота, повлиявшей непосредственно на развитие событий на сухопутном театре боевых действий, стало потопление советской подводной лодкой у побережья Норвегии 30 августа 1941 года двух транспортов, которые везли подкрепления для горнострелкового корпуса, который и так испытывал серьёзнейшие сложности со снабжением. Кроме собственно срыва снабжения, действия Северного флота поставили под вопрос быстрое перебазирование на север 6-й горнострелковой дивизии.

#### Финский залив
Как и Северный флот, Балтийский флот принимал деятельное участие в операции, отражая с первого дня войны удары немецкой и финской авиации, действуя собственной авиацией, ведя береговую оборону. Особо следует выделить проведённую Балтийским флотом в течение 1—2 сентября 1941 года эвакуацию частей 23-й армии из района Койвисто, в результате которой было вывезено более 27 000 бойцов, 188 орудий, 950 автомобилей, более 2000 лошадей. Во время посадки на суда войска прикрывал полк моряков Балтийского флота и береговые батареи. Неоценимая помощь Балтийского флота выразилась и в артиллерийском огне сотен орудий Балтийского флота калибром от 100 до 406 миллиметров, находившихся на кораблях, железнодорожных платформах, в кронштадтских фортах, которые вели обстрел финских войск перед позициями Карельского укрепрайона.
Действия финских ВМС в восточной части залива в основном ограничивались выставлением минных заграждений. Во время операции по эвакуации частей 23-й армии из района Койвисто, 2 сентября 1941 года финские торпедные катера потопили советский транспорт «Мееро» (1866 брт).

#### Ладожское озеро
Со стороны советских войск на Ладоге действовала Ладожская военная флотилия, сформированная уже 25 июня 1941 года. Первой операцией флотилии стала неудачная высадка десанта на северном побережье Ладожского озера (район острова Лункулансари) 24 июля 1941 года в тыл наступающему на Свирь 6-му армейскому корпусу, а 26 июля 1941 года — на остров Мантсинсари. Канонерские лодки и бронекатера флотилии вели обстрел финских войск и укреплений на западном и северного побережьях Ладожского озера. Кроме того, силами Ладожской военной флотилии была проведена эвакуация советских частей с западного побережья озера и позднее — с островов Ладожского озера. Уже с 12 сентября 1941 года флотилия задействована на доставке грузов в осаждённый Ленинград.
Из операций финской флотилии, начавшей формироваться с момента выхода финских войск на побережье, следует выделить высадку десанта на остров Рахмансаари, где держала оборону 4-я бригада морской пехоты, в результате чего в конечном итоге советскими войсками были оставлены кроме Рахмансаари ещё и острова Хейнясенма и Верккосаари.

#### Онежское озеро
Со стороны советских войск на Онеге действовала Онежская военная флотилия. Наиболее заметными её операциями стали операции сентября 1941 года, начиная с 19 сентября 1941 года, в ходе которых корабли флотилии осуществляли поддержку огнём сухопутных войск по южному берегу Онежского озера, по реки Свирь и даже в Свирской губе. Более того, и без того небольшими силами Онежской флотилии 22—24 сентября 1941 года был даже осуществлён десант в районе Вязострова и Гакручей, который тем не менее был отбит.
Что касается финских судов на Онеге, то с выходом к побережью началось переоборудование захваченных советских судов, но были ли они переоборудованы и приняли ли участие в операции за её последнюю декаду, сказать затруднительно.

## Итог
В конечном итоге (учитывая несколько более позднюю операцию по обороне Медвежьегорска), противник был остановлен на рубеже: река Западная Лица в 60 километрах западнее Мурманска, по системе рек и озёр в 90 километрах западнее Кандалакши, в 40 километрах западнее Лоухи, в 10 километрах западнее Ухты, у Ругозеро, затем у станции Масельгская, Повенец, Онежское озеро, река Свирь и северо-западные подступы к Ленинграду. Наиболее важными успехами, которых достигли советские войска, обороняя Заполярье и Карелию, явилось следующее:
1. Сохранение баз Северного флота и Мурманска — единственного незамерзающего порта в европейской части СССР. В конечном итоге этот порт приобрёл стратегическое значение для СССР, поскольку во многом через него осуществлялись поставки по ленд-лизу.
2. Сохранение железнодорожного сообщения на северном участке Кировской железной дороги, стратегически важной в плане доставки грузов, прибывавших в Мурманск.
3. Создание устойчивой обороны по рубежу реки Свирь, что в конечном итоге предупредило возможный обход финскими войсками Ладожского озера с юга и прекращение всяких коммуникаций со страной осаждённого Ленинграда.
4. Создание устойчивой обороны по рубежу Карельского укреплённого района, что фактически свело на нет возможности финских войск по взятию Ленинграда (если предположить, что подобные намерения имели место).

Что касается немецких войск, то свою главную (как она виделась на начало операции) задачу они также практически выполнили, обеспечив безопасность Петсамо, однако не сумев выйти к побережью Белого моря с тем, чтобы отрезать советские войска на Кольском полуострове. Окончательно оформленная уже в ходе операции задача взять Мурманск (причём в основном не из-за того, что А. Гитлером прогнозировалось его стратегическое значение для СССР, а из-за потенциальной возможности использования Мурманска в виде плацдарма для десанта войск Великобритании) так и не была выполнена.
Планы Финляндии на операцию вызывают споры (так, например, в литературе описываются планы создания Великой Финляндии), но несомненно одно: Финляндия, по крайней мере, стремилась вернуть себе территорию, утраченную в ходе Зимней войны, что ей сделать удалось. Дальнейшие планы Финляндии, очевидно, зависели от планов немецкого командования и хода войны.

## Потери
Данные по немецким потерям незначительно различаются — от 21 501 человек общих потерь до 20 720 человек общих потерь. При этом в последнем источнике приводится разбивка потерь по видам: 4419 убитых, 953 пропавших без вести, 15 348 раненых. Общую численность финских потерь тот же источник приводит в 46 365 человек общих потерь, из которых 9923 человека убиты, 2206 пропали без вести и 34 236 ранены.
Советские потери: 67 265 человек — безвозвратные потери и 68 488 человек — санитарные потери.
Таким образом, соотношение потерь в живой силе составляет примерно 2 к 1 в пользу немецко-финских войск, а по безвозвратным потерям — примерно 3,8 к 1 в их же пользу.